# Artur Jędrzejczyk
Artur Jędrzejczyk [artur jendřejčik] (* 4. listopadu 1987, Dębica, Polsko) je polský fotbalový obránce a reprezentant, od roku 2016 hráč klubu Legia Warszawa.

## Klubová kariéra
- Igloopol Dębica 2005–2006
- Legia Warszawa 2006–2013
- →  GKS Jastrzębie 2007–2008 (hostování)
- →  Dolcan Ząbki 2008–2009 (hostování)
- →  Korona Kielce 2010 (hostování)
- FK Krasnodar 2013–2016
- →  Legia Warszawa 2016 (hostování)[1]
- Legia Warszawa 2017-

## Reprezentační kariéra
Jędrzejczyk byl členem polských mládežnických reprezentačních výběrů U20 a U21.
V polském národním A-mužstvu debutoval 12. 10. 2010 v přátelském utkání v kanadském Montrealu proti týmu Ekvádoru (remíza 2:2).
S polskou reprezentací se zúčastnil úspěšné kvalifikace na EURO 2016 ve Francii. Polsko obsadilo druhé postupové místo v kvalifikační skupině D. Trenér Adam Nawałka jej zařadil do závěrečné 23členné nominace na evropský šampionát.